# Halterofilismo nos Jogos Olímpicos de Verão de 2024 - Até 49 kg feminino
A categoria até 49 kg feminino do halterofilismo nos Jogos Olímpicos de Verão de 2024 ocorreu na Arena 6 Paris Sul em Paris, França, em 7 de agosto de 2024. Um total de 12 halterofilistas, cada uma representando um Comitê Olímpico Nacional (CON), participaram do evento.

## Qualificação
Até 12 halterofilistas poderiam se qualificar, com as vagas sendo alocadas da seguinte forma:
- Dez pelo ranking de qualificação olímpica da Federação Internacional de Halterofilismo (IWF);
- Uma pelo ranking de qualificação olímpica continental da IWF;
- Uma para o país anfitrião ou pelo princípio de universalidade.

## Calendário
Horário local (UTC+2)
| Data                | Hora  | Fase  |
| ------------------- | ----- | ----- |
| 7 de agosto de 2024 | 19:30 | Final |

## Medalhistas
| Ouro   | CHN Hou Zhihui         |
| Prata  | ROU Mihaela Cambei     |
| Bronze | THA Surodchana Khambao |

## Recordes
Antes desta competição, os seguintes recordes eram estabelecidos:
| Recorde          | Tipo      | Halterofilista | Peso   | Local     | Data                   |
| Recorde mundial  | Arranque  | Hou Zhihui     | 97 kg  | Phuket    | 1 de abril de 2024     |
| Recorde mundial  | Arremesso | Ri Song-gum    | 125 kg | Tasquente | 4 de fevereiro de 2024 |
| Recorde mundial  | Total     | Ri Song-gum    | 221 kg | Phuket    | 1 de abril de 2024     |
|                  |           |                |        |           |                        |
| Recorde olímpico | Arranque  | Hou Zhihui     | 94 kg  | Tóquio    | 24 de julho de 2021    |
| Recorde olímpico | Arremesso | Hou Zhihui     | 116 kg | Tóquio    | 24 de julho de 2021    |
| Recorde olímpico | Total     | Hou Zhihui     | 210 kg | Tóquio    | 24 de julho de 2021    |

Após a competição, os seguintes recordes foram estabelecidos:
| Recorde          | Tipo      | Halterofilista | Peso   | Local | Data                |
| Recorde olímpico | Arremesso | CHN Hou Zhihui | 117 kg | Paris | 7 de agosto de 2024 |

## Resultados
| Pos.              | Halterofilista        | CON                      | Arranque (kg) | Arranque (kg) | Arranque (kg) | Arranque (kg) | Arremesso (kg) | Arremesso (kg) | Arremesso (kg) | Arremesso (kg) | Total |
| Pos.              | Halterofilista        | CON                      | 1             | 2             | 3             | Result.       | 1              | 2              | 3              | Result.        | Total |
| ----------------- | --------------------- | ------------------------ | ------------- | ------------- | ------------- | ------------- | -------------- | -------------- | -------------- | -------------- | ----- |
| Medalha de ouro   | Hou Zhihui            | CHN China                | 89            | 89            | 93            | 89            | 110            | 117            | 117            | 117            | 206   |
| Medalha de prata  | Mihaela Cambei        | ROU Romênia              | 89            | 91            | 93            | 93            | 106            | 110            | 112            | 112            | 205   |
| Medalha de bronze | Surodchana Khambao    | THA Tailândia            | 86            | 88            | 88            | 88            | 110            | 112            | 114            | 112            | 200   |
| 4                 | Saikhom Mirabai Chanu | IND Índia                | 85            | 88            | 88            | 88            | 111            | 111            | 114            | 111            | 199   |
| 5                 | Jourdan Delacruz      | USA Estados Unidos       | 84            | 87            | 88            | 84            | 105            | 110            | 111            | 111            | 195   |
| 6                 | Fang Wan-ling         | TPE Taipé Chinês         | 80            | 83            | 86            | 86            | 102            | 106            | 107            | 107            | 193   |
| 7                 | Beatriz Pirón         | DOM República Dominicana | 85            | 88            | 88            | 85            | 102            | 107            | 110            | 107            | 192   |
| 8                 | Rira Suzuki           | JPN Japão                | 83            | 85            | 85            | 83            | 108            | 112            | 117            | 108            | 191   |
| 9                 | Katherin Echandia     | VEN Venezuela            | 83            | 86            | 86            | 83            | 105            | 107            | 109            | 105            | 188   |
| 10                | Rosina Randafiarison  | MAD Madagascar           | 75            | 80            | 83            | 80            | 95             | 100            | 100            | 100            | 180   |
| 11                | Nicola Lagatao        | GUM Guam                 | 56            | 59            | 62            | 59            | 74             | 77             | 79             | 77             | 136   |
| —                 | Nina Sterckx          | BEL Bélgica              | 86            | 86            | 86            | —             | —              | —              | —              | —              | DNF   |

Legenda
| Recorde mundial      | Recorde mundial (World record)               |                       | Recorde africano                      | Recorde africano (African) |                                           | Q | Classificado por posição (Qualified) |
| Recorde olímpico     | Recorde olímpico (Olympic record)            | Recorde da América    | Recorde da América (Americas)         | q                          | Classificado por melhor tempo (Qualified) |   |                                      |
| Melhor marca do ano  | Melhor marca do ano (World leading)          | Recorde asiático      | Recorde asiático (Asian)              | DNS                        | Não largou (Did not start)                |   |                                      |
| Recorde nacional     | Recorde nacional (National record)           | Recorde europeu       | Recorde europeu (European)            | DNF                        | Não terminou (Did not finish)             |   |                                      |
| Recorde pessoal      | Recorde pessoal do atleta (Personal best)    | Recorde da Oceania    | Recorde da Oceania (Oceania)          | DSQ / DQ                   | Desclassificado (Disqualified)            |   |                                      |
| Recorde da temporada | Recorde da temporada do atleta (Season best) | Recorde sul-americano | Recorde sul-americano (South America) | NM                         | Sem marca (No mark)                       |   |                                      |